# Efisio Marras
Efisio Marras, italijanski general, * 1888, † 1981.